# سلم (مرقاة)

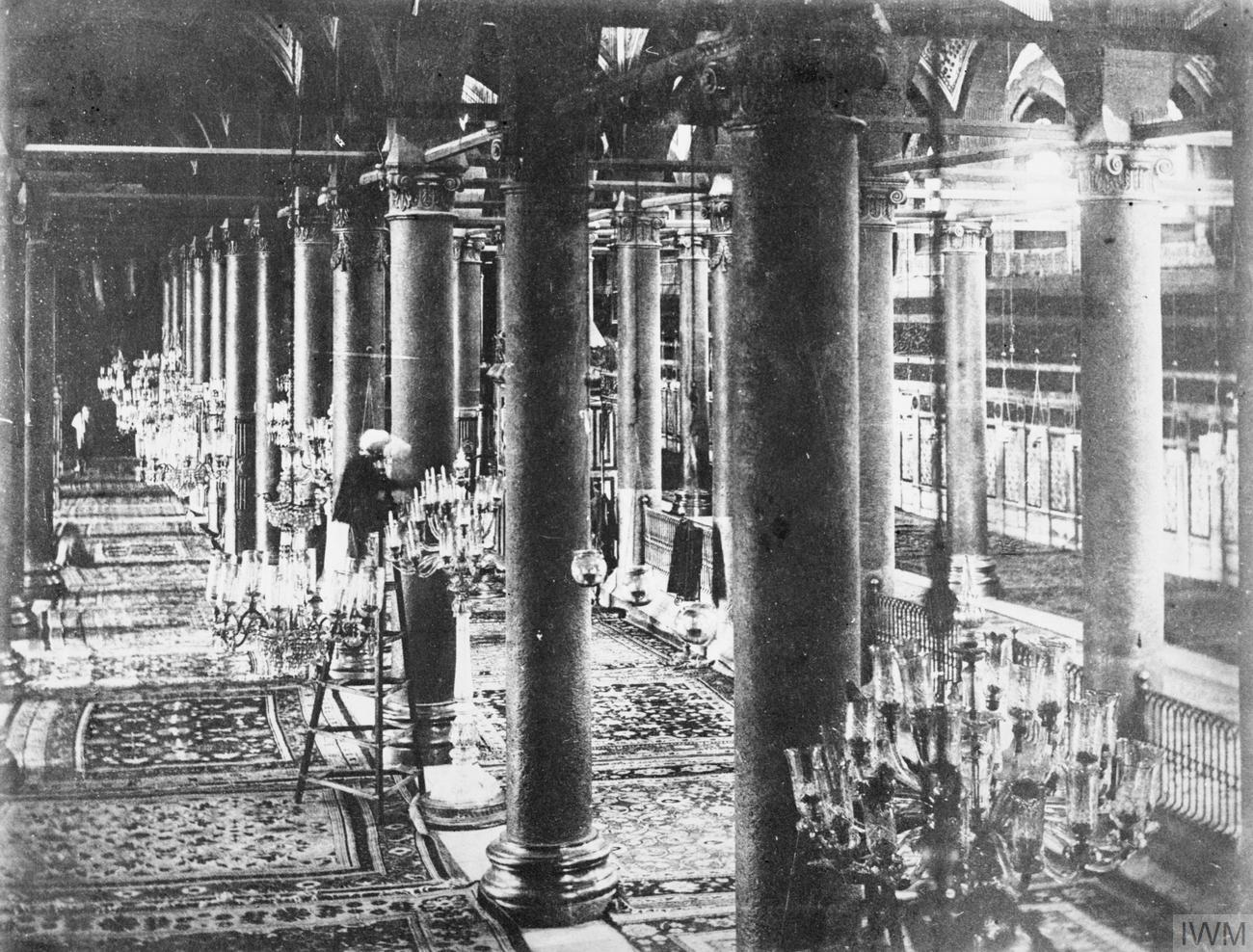
سلم ثلاثي في أروقة المسجد النبوي بدايات القرن العشرين.

السُلَّم (الجمع: سَلاَلِم) من اللاتينية: scalam أو المِرْقَاة (الجمع: مَرَاق) أو المِعْرَج هو ما يرتقى عليه. تصنع السلالم من الخشب والحديد والألمنيوم واللدائن وغيرها من المواد.

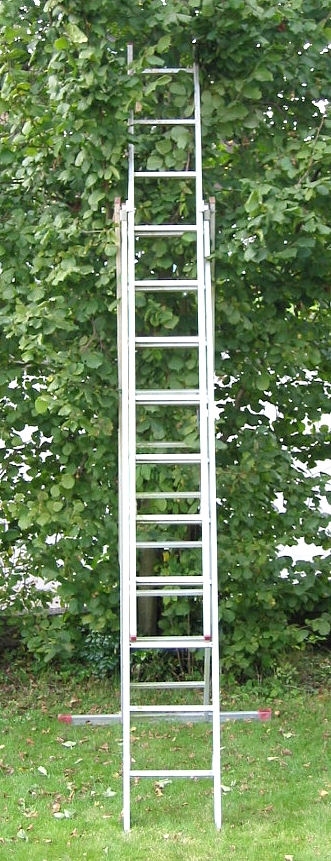
سلّم على شجرة.
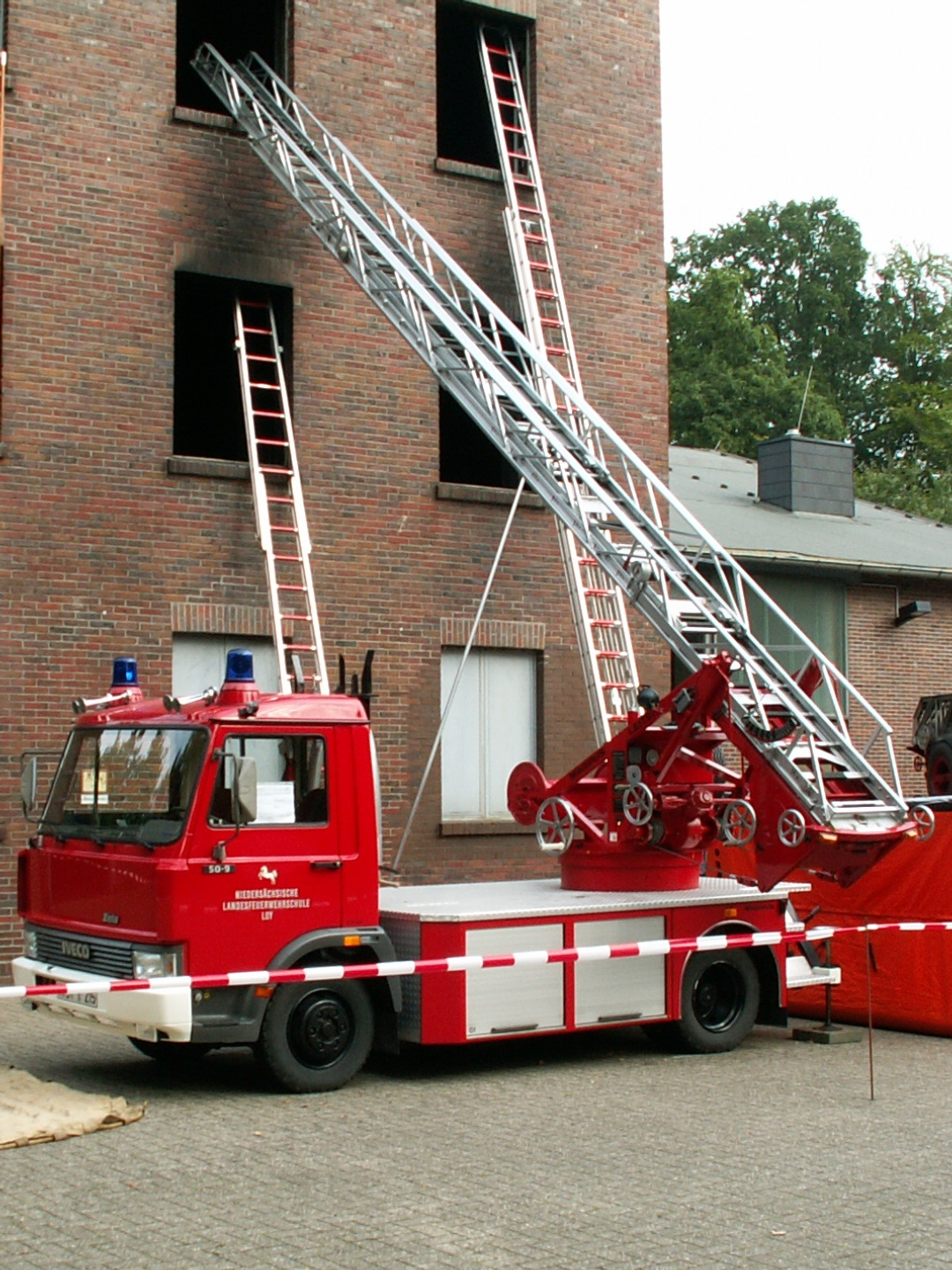
سلاليم أعوان المطافئ
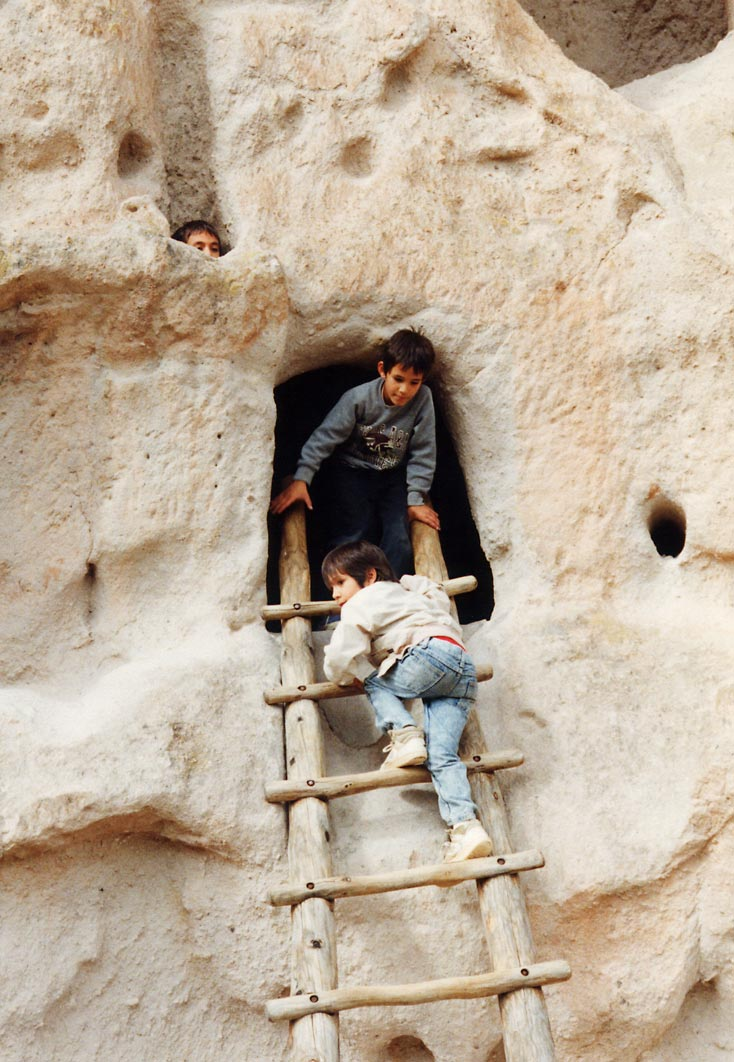
سلم خشبي يستعمله أطفال لصعود إلى مغارة.